# Centre Léon-Robin
Le centre Léon Robin, ou Centre de recherche sur la pensée antique, est une unité mixte de recherche (UMR 8061) de Sorbonne Université, spécialisée dans l'étude de la philosophie ancienne.

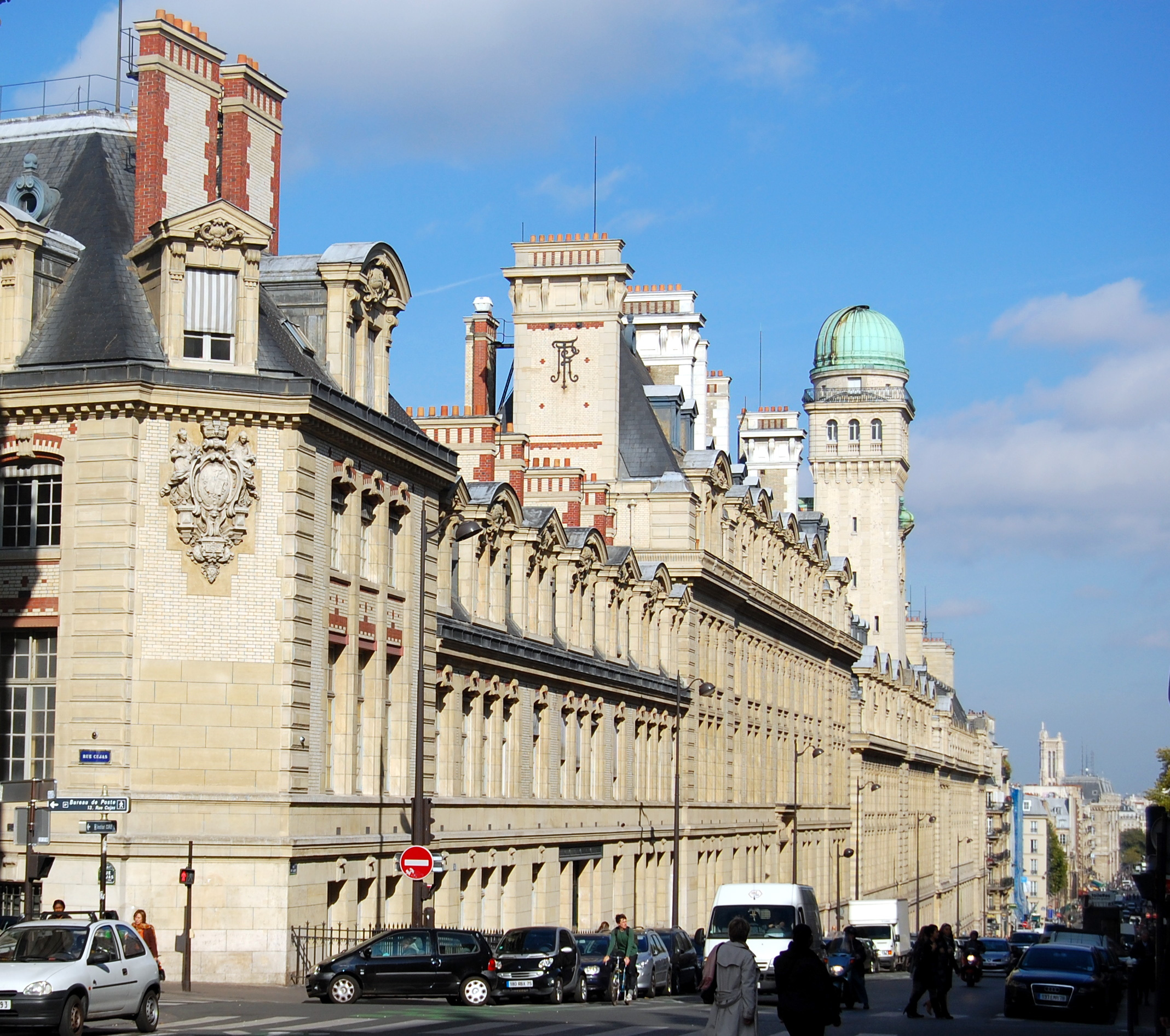
Les bâtiments de la Sorbonne côté rue Saint-Jacques.

## Statut
Cette unité de recherche est commune au CNRS et à Sorbonne Université (anciennement Paris-IV). Elle est située en Sorbonne, au sein de l'UFR de Philosophie. Un partenariat avec l'ENS de la rue d'Ulm, mis en place en 2006, a pris fin en 2019.

## Historique
Le centre Léon-Robin a été créé en 1947 par Pierre-Maxime Schuhl, qui vient de succéder à Léon Robin, tout juste décédé, à la chaire d'histoire de la philosophie antique de la Sorbonne. 
L'année suivante, la faculté des lettres de l'université de Paris rachète la bibliothèque de ce dernier. D'abord conçu comme une « conférence de recherche » pour permettre la rencontre entre les doctorants et les chercheurs du CNRS, le centre va rapidement devenir un pôle de recherche considéré comme un « véritable vivier de chercheurs, aussi bien français qu'étrangers ». En 1973, Pierre Aubenque prend la direction du centre, où il dirige des séminaires orientés vers l'étude d'Aristote et l'histoire de l'ontologie. En 1991, lui succède Gilbert Romeyer-Dherbey, qui dirigera le centre jusqu'à sa retraite. Une fois encore, le séminaire du centre porte largement sur Aristote (comme en témoignent les volumes sur le De Anima et les deux Éthiques), mais traite tout aussi bien de philosophie hellénistique (notamment les stoïciens). C'est Jonathan Barnes qui prend la tête du centre en 2002 : le séminaire porte dans un premier temps sur le traité De interpretatione, et s'axe dans un deuxième temps sur le thème "Physique et métaphysique chez Aristote". Barnes prend sa retraite à l'issue de l'année académique 2005-2006. La direction du centre est alors assurée par Barbara Cassin, qui dirige le séminaire Définitions philosophiques et définitions rhétoriques de la rhétorique de 2007-2008 à 2008-2009. Après André Laks, le Centre Léon Robin est désormais dirigé par Jean-Baptiste Gourinat (le directeur adjoint étant Marwan Rashed).

## Liste des directeurs

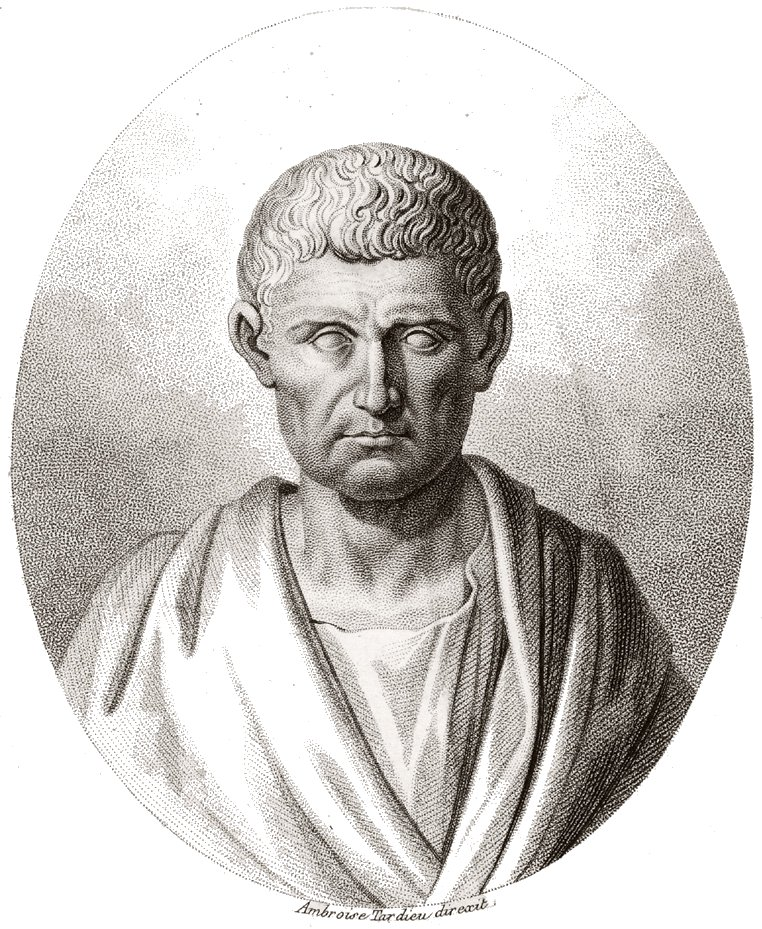
Aristote, le philosophie le plus étudié par le centre Léon-Robin

1947-1972 : Pierre-Maxime Schuhl
1973-1990 : Pierre Aubenque
1991-2002 : Gilbert Romeyer-Dherbey
2002-2006 : Jonathan Barnes
2006-2009 : Barbara Cassin
2010-2012 : André Laks

2012- : Jean-Baptiste Gourinat

## Activités

### Cycle de conférences du Centre Léon Robin
Le centre Léon Robin organise plusieurs séminaires ouverts au public. Le séminaire principal, le plus souvent sous la responsabilité du directeur du centre, se tient une après-midi par mois, généralement le vendredi. 
Programme des dernières années : 
- 2017-2020 : la question de l’âme chez Platon et dans la tradition platonicienne 
- 2016-2017 : l'Éthique à Eudème d'Aristote
- 2012-2016 : logique et métaphysique chez Aristote
- 2009-2012 : le stoïcisme
- 2008-2009 : définitions philosophiques et définitions rhétoriques de la rhétorique

### Autres séminaires
D'autres séminaires, sous la responsabilité directe de chercheurs du Centre, y sont rattachés. Pour l'année universitaire 2018-2019, la liste en était la suivante : 
- séminaire La Transmission des thèmes philosophiques et des concepts de l’antiquité au Moyen Âge, responsable Anca Vasiliu, thème : "Ousia : essence ou substance ?" ; 
- séminaire Aitia / Pathos, responsable Cristina Viano ; 
- séminaire Présocratiques, responsables Rossella Saetta-Cottone et Gérard Journée ; 
- séminaire de philosophie hellénistique et romaine, co-responsable Jean-Baptiste Gourinat, avec Juliette Dross (Sorbonne Université, UFR de Latin), Charlotte Murgier (Université Paris-Créteil), Christelle Veillard (Université Paris-Nanterre), thème : "La personne". 
Le Centre Léon Robin comporte également un séminaire de doctorants, tenu en collaboration avec les universités de Lille et de Cambridge. 

### Activités diverses
Le Centre Léon Robin organise ou co-organise également de nombreux colloques, ateliers et journées d'études où interviennent chercheurs français et internationaux. Ces colloques s'intègrent parfois à des programmes de recherche pluri-annuels subventionnés par des organismes tels que l'Agence nationale de la recherche.
Rattaché à l'UFR de Philosophie de Sorbonne Université, il ne délivre pas directement de diplômes, mais ouvre sa bibliothèque à tous les doctorants faisant leur thèse sous la direction d'un membre du Centre.

## Effectifs
Au début de l'année universitaire 2019-2020, le Centre Léon Robin comptait dans ses rangs sept enseignants-chercheurs (dont deux émérites), neuf chercheurs (dont une émérite) et trois personnels de soutien à la recherche, membres titulaires ; quinze membres associés ; et vingt-cinq doctorants.

## Publications des travaux du centre Léon Robin
- Pierre Aubenque (dir.), Concepts et catégories dans la pensée antique, Paris, Vrin, "Bibliothèque d'histoire de la philosophie", 1980.
- Pierre Aubenque (dir.), Études sur Parménide, Paris, Vrin, "Bibliothèque d'histoire de la philosophie", 1987 (2 vol.).
- Pierre Aubenque (dir.) et Michel Narcy (éd.), Études sur le Sophiste de Platon, Napoli, Bibliopolis.
- Gilbert Romeyer-Dherbey (dir.), Barbara Cassin et Jean-Louis Labarrière (éd.), L'animal dans l'Antiquité, Paris, Vrin, "Bibliothèque d'histoire de la philosophie", 1996.
- Gilbert Romeyer-Dherbey (dir.) et Christina Viano (éd.), Corps et âme: sur le 'De Anima' d'Aristote, Paris, Vrin, "Bibliothèque d'histoire de la philosophie", 1996.
- Gilbert Romeyer-Dherbey (dir.) et Jean-Baptiste Gourinat (éd.), Socrate et les socratiques, Paris, Vrin, "Bibliothèque d'histoire de la philosophie", 2000.
- Gilbert Romeyer-Dherbey (dir.) et Gwenaëlle Aubry (éd.), L'excellence de la vie. : Sur lÉthique à Nicomaque et l'Éthique à Eudème d'Aristote, Paris, Vrin, "Bibliothèque d'histoire de la philosophie", 2001.
- Gilbert Romeyer-Dherbey (dir.) et Jean-Baptiste Gourinat (éd.), Les Stoïciens, Paris, Vrin, "Bibliothèque d'histoire de la philosophie", 2005.
- Suzanne Husson (éd.), Interpréter le De Interpretatione, Paris, Vrin, "Bibliothèque d'histoire de la philosophie", 2009.